# Nazilli Belediyespor
Nazilli Belediyespor là một câu lạc bộ bóng đá đến từ thành phố Aydın của Thổ Nhĩ Kỳ. Hiện tại đội bóng đang thi đấu ở TFF Second League.

## Kình địch
Kình địch của câu lạc bộ là Aydınspor.